# Mályinka
Mályinka je obec na severovýchodě Maďarska v župě Borsod-Abaúj-Zemplén.
Rozkládá se na ploše 24,21 km² a v roce 2024 zde žilo 458 obyvatel.